# Apuntes de Ciencia & Sociedad
Apuntes de Ciencia & Sociedad es una revista científica multidisciplinaria peruana, publicada desde 2011 por el Instituto de Investigación de la Universidad Continental en Huancayo, Región Junín, que reúne artículos científicos, de revisión, de divulgación, estados del arte o cartas al editor de investigadores nacionales y extranjeros. Es abreviada por Apunt. Cienc. Soc..
El actual director y editor es Wilfredo Bulege Gutiérrez. Apuntes de Ciencia & Sociedad se centra en las áreas de investigación de las Ciencias aplicadas, integrando las Ciencias naturales y sociales. Se difunde en formato impreso y electrónico. Los trabajos están licenciados bajo Creative Commons.
La revista es indizada en el DOAJ, en Latindex, REDIB y Dialnet. 